# 寺尾優一
寺尾 優一（てらお ゆういち）は、日本のアニメーション撮影監督、コンポジッター、エフェクトアーティスト、アニメーション演出家である。岡山県出身。
アニメーション制作会社ufotableに所属。ufotableデジタル映像部チーフを務める。

## 経歴
大阪芸術大学に入学後、栖原隆史らと自主制作のアニメーション映画を制作し、関東にある大学サークルと上映会を開催することもあった。大学3年生の時、大学の先輩からの紹介で2003年12月にアニメーション制作会社ufotableに入社した。入社当初は制作部にて制作進行を希望していたが、面接の際に映像を持ち込んでいたことから、当時、設立されたばかりの撮影部（現在のデジタル映像部）に配属となる。撮影に関して詳しくなかった寺尾は一から技術を学び、コンポジッターとしてキャリアをスタート。2007年より『劇場版 空の境界』などの作品で撮影監督として活動を開始。現在はエフェクトアーティストを始め様々な仕事に取り組んでいる。
ufotableデジタル映像部チーフとして撮影・CGの統括を行っており、2007年以降のufotable元請制作作品の多くで撮影監督を務める。2007年以降に制作されたufotable元請作品のコンポジット・エフェクトの基礎を作り上げた人物。一時期、『ヱヴァンゲリヲン新劇場版:破』制作のため約1ヶ月間スタジオカラーに出向していたこともある。
品質の高いアニメーションを目指すために出来ることは何にでも取り組むことを意識しており、撮影・CGの領域以外にも作画、背景のセクションや監督、絵コンテ、演出など演出家として作品に参加することもある。特に背景美術には積極的にかかわっており、同社元請作品では背景美術制作の初期段階から撮影スタッフとして光などの照明効果の画面設計に参加している。
ufotable元請作品の多くでプロモーションビデオやCMの制作も行っており、2011年に放送されたTVアニメ『Fate/Zero』では、登場人物7陣営それぞれを主役にした陣営別CMを7本制作し、このCMが放送されると大きな話題となった。
演出家としてufotable作品のTVアニメのオープニングやゲームアニメーションの監督、絵コンテ・演出なども担当しており、2019年放送のTVアニメ『鬼滅の刃』の最終話にてテレビアニメ作品としては初の絵コンテ・演出を担当し、原画スタッフとしてもデビューを果たした。
2007年より現在まで、ufotable公式ホームページにてデジタル映像部の活動や撮影・3DCGの技術的な解説を行うブログ「ufotable digital team」を不定期掲載している。

## 作風
アニメーションは集団による総合芸術であるという考えを持ち、制作ではチームワークを重視している。作画で表現されたキャラクター・背景美術と3DCGのコンポジットによるマッチングは常に意識しており、正しくライティングを行えば、どんなスタイルのキャラクター・背景美術とも3DCGは自然に融合すると考えている。また、特殊効果による光や煙、爆発、雪、水、雨のような自然現象の表現に定評がある。
寺尾を中心としたデジタル映像部が手がけた映像は「フォトリアリスティック（写実的な描画方法）」な画面と評価されている。これは寺尾が、アニメーションらしい外連味のある映像を追い求めるなかで、リアリズムに手を加えると、アニメーションと相性の良い作為的な映像になることを知ったため、2007年以降のufotable元請作品の画面設計に採用されるようになる。また、撮影監督として、各作品の世界観にマッチするように映像の雰囲気をコントロールすることを意識している。
寺尾が10年以上撮影監督を務めている『TYPE-MOON×ufotable』作品のコンポジットでは、TYPE-MOON作品のキャラクターだけが映える空の色、「TYPE-MOONブルー」の表現に力を入れている。

## 評価
2022年2月、東京アニメアワード2022にて美術・色彩・映像部門「個人賞」を受賞した。2022年2月には、『第1回新潟国際アニメーション映画祭』を前に発表された【大川＝蕗谷賞】にて、寺尾らデジタル映像部が撮影技術を評価され受賞している。
ガイナックスやTRIGGER、スタジオカラーの作品にて撮影監督を務める山田豊徳は寺尾が撮影監督を務めた『劇場版 空の境界』について、初期の新海誠作品の影響により注目の集まったコンポジットで画のクオリティをコントロールする方法論の最初の大きな成功例であると評している。また、『劇場版 空の境界』以降に寺尾が撮影監督を務めたufotable作品の作風となっている撮影処理の際立つ表現法について、京都アニメーションと同様に映像面の全セクションを社内に設け、連動が上手く取れているからこそ出来る表現方法だと評した。
スタジオジブリ出身の撮影監督・CGデザイナーである泉津井陽一は寺尾が率いるufotableデジタル映像部について、「一般に作画と背景美術、CGの情報量が剥離する傾向にあるアニメ作品において、作画、背景美術、CGに同様の撮影処理を乗せることで質感を近づけ馴染ませるアプローチをしており、作画に実体感を持たせることで世界観を作り出している」と評している。また、薄暗いシーンで画面を成立させているコントラスト処理を高く評価しており、薄暗い画面と暖色系の特徴的なエフェクトを両立させている寺尾とデジタル映像部の技量を高く評価している。

## 参加作品

### 撮影監督作品

#### テレビアニメ
- がくえんゆーとぴあ まなびストレート!  (2007年)
- Fate/Zero（2011年 – 2012年） -  7陣営コマーシャル制作、第1期OP絵コンテ（共同）、3DCGI
- Fate／stay night [Unlimited Blade Works]（2014年 – 2015年） - 3DCGI
- テイルズ オブ ゼスティリア ～導師の夜明け～（2014年）
- テイルズ オブ ゼスティリア ザ クロス（2016年 – 2017年） - 3DCGI
- 活撃 刀剣乱舞（2017年） - 3DCGI
- 鬼滅の刃（2019年） - 絵コンテ・演出（26話、外崎春雄と共同）、原画（26話）
- 鬼滅の刃 無限列車編・遊郭編（2021年 - 2022年）

#### OVA
- トリコ（2009年） - 松田成志と共同
- テイルズ オブ シンフォニア THE ANIMATIONテセアラ編 第3巻、第4巻 （2009年）
- ギョ （2012年） - 3DCGI
- テイルズ オブ シンフォニア THE ANIMATION 世界統合編 （2012年）

#### 劇場作品
- 劇場版 空の境界（2007年 – 2010年、2013年） - 3DCGI（本編）、リミックスディレクター（Remix）、CGワークス（Remix）、3Dプロジェクトディレクター（劇場版3D）、2Dコーディネーター・S3Dデザイナー（劇場版3D）
- 劇場版 空の境界 未来福音（2013年）
- 劇場版Fate／stay night [Heaven's Feel] I.presage flower（2017年）  - オープニング監督
- 劇場版Fate／stay night [Heaven's Feel] II.lost butterfly（2019年）
- 劇場版 Fate/stay night ［Heaven's Feel］Ⅲ.spring song（2020年）
- 劇場版 鬼滅の刃 無限列車編（2020年）
- 劇場版 鬼滅の刃 無限城編 第一章（2025年）

#### ゲーム
- ドラゴンシャドウスペル（2007年）
- GOD EATER プロモーションアニメ（2009年）
- GOD EATER（2010年） - 編集エフェクト
- GOD EATER BURST（2010年） - 編集エフェクト
- ブラック★ロックシューター THE GAME（2011年） - 副監督・絵コンテ（共同）
- テイルズ オブ エクシリア（2011年）
- テイルズ オブ エクシリア2（2012年）
- Fate/stay night [Réalta Nua]（2012年）
- GOD EATER 2（2013年）
- サモンナイト5（2013年）
- Fate/hollow ataraxia（2014年）
- GOD EATER RAGE BURST（2015年）
- テイルズ オブ ゼスティリア（2015年）
- テイルズ オブ ベルセリア（2016年）
- GOD EATER 3（2018年）
- CODE VEIN（2019年）
- アイドリッシュセブン（2019年） - ŹOOĻ 2ndシングル「Bang!Bang!Bang!」MVアニメーション撮影監督・美術（宍戸幸次郎、矢中勝と共同）
- 月姫 -A piece of blue glass moon-（2021年）
- テイルズ オブ アライズ（2021年）

#### CM・PVアニメ
- Fate/Grand Order（2016年 - 2017年）  - 「空の境界」コラボレーションCM、「Fate/Zero」コラボレーションCM
- アニメギルド（2017年 – 放映中） - 監督・絵コンテ・演出
- アニメ「鬼滅の刃」×「MLB Tokyo Series presented by Guggenheim」コラボレーションムービー（2025年） - フィニッシング演出監督・絵コンテ・撮影監督

### 参加作品

#### テレビアニメ
- はっぴぃセブン（2005年） - 撮影（第13話）
- フタコイ オルタナティブ（2005年） - 撮影
- コヨーテ ラグタイムショー（2006年） - 特殊効果(中江亮一と共同)
- がくえんゆーとぴあ まなびストレート!（2007年） - モニターグラフィックス
- 屍姫 玄（2009年） - 撮影チーフ
- GOD EATER（2015年 – 2016年） - 撮影・3DCGI

#### OVA
- AIKa R-16:VIRGIN MISSION（2007年） - 2DCG（3話）
- 百合星人ナオコサン（2012年）

#### 劇場作品
- ストレンヂア 無皇刃譚（2007年） - 特殊効果
- ヱヴァンゲリヲン新劇場版:破（2009年） - エフェクト協力
- 魔女っこ姉妹のヨヨとネネ（2013年） - 撮影

#### Webアニメ
- 衛宮さんちの今日のごはん（2018年） - 撮影

#### 実写映画
- おへんろ。〜八十八歩記〜 夏・私たちも歩いた（2014年-2015年） - 撮影カメラマン（栖原隆史と共同）